# Címerhatározás
A címerhatározás olyan folyamat, mely során egy számunkra ismeretlen címert valamilyen címerhatározói kulcs segítségével meg tudunk határozni vagy egy név szerint ismert címer ábráját és/vagy leírását a kulcs jegyzékében meg tudjuk keresni.
Névváltozatok:
- determináció
- (németül) Wappenbestimmung
- (angolul) determination of arms

Rövidítések

## A határozókról általában
A címerhatározás fogalmának használata Magyarországon a legkorábban Nagy Ivánnál mutatható ki, aki a Büdi család címerével kapcsolatban azt mondja: "A család czimerét meghatározni nem tudjuk, hacsak azon pecsétet, mellyel Büdi I. Mihály 1530-ban élt… egyszersmind a család czimereül nem tekintjük." (Nagy Iván, II. Pest 1858. 280. l.) Ezt követően Orosz Ernő is használta a fogalmat.
A határozók először a biológiában jelentek meg. Magyar viszonylatban is több növény- és állathatározó ismert. A biológiai határozók az élőlényeknél leírt taxonómiai jegyeket hasznosítják az eldöntendő ítéletek ("igen" vagy "nem") megfogalmazásánál. Az adott élőlény fajának meghatározása úgy lehetséges, ha a határozó ítéletei közül mindig az egyre szűkebb taxonómiai egységnek megfelelő pozitív ítélet követjük.
A heraldikában is ilyesféle természettudományos szemléletre van szükség, azaz létre kell hoznunk a címerek taxonómiai egységeit a legnagyobbaktól (címer → osztatlan címer/osztott címer) egészen a legkisebbig (az adott címerig), ha egy címert meg szeretnénk határozni. Ahhoz, hogy a határozóban megalkotott taxonómiai egységek és az eldöntendő ítéletek koherensek, mindenki által használhatók legyenek, axiomatikus szemléletre van szükség: egységes nevezéktanra, egységes szerkezeti szemléletű heraldikára és egységes metodológiára.
Magyar címerhatározóra korábban még nem volt példa, de külföldön sem sok olyan rendszer létezik, mely minden kritériumban megfelel a címerhatározó fogalmának. A címerhatározót a Wikikönyvek lapjai tartalmazzák.
A rokonterületek közül főleg a numizmatikában jelentek meg különféle éremhatározók, mint például Unger Emil Magyar éremhatározója. Német részről ide sorolható Wilhelm Rentzmann numizmatikai címerlexikonja. A meghatározást néhány címer esetében segíthetik a magyar numizmatikai korpuszok is, melyek a 19. század elejétől szép számmal jelentek meg: Schönvisner István (1801) Rupp Jakab (1841, 1846), Weszerle József (1873), Réthy László (1899, 1907), Unger Emil (1958), Huszár Lajos (1979). Ezen gyűjtemények azonban a címertanban csak korlátozottan használhatók. Talán a rendszerezési elveik hasznosíthatók a heraldika számára is.
A heraldika speciális határozót igényel, mely megfelel a címerek szerkezeti elemeiből kialakított taxonómiai kategóriáknak. Az elektronikus határozó lehetővé teszi a gyors tájékozódást, keresést, a kereszthivatkozások gyors megtalálását és az anyag rugalmas bővítését. Számítógépes címerhatározóra korábban valószínűleg csak egyetlen norvég kísérlet volt, melyet a trondheimi egyetemi könyvtárban 1990-ben hoztak létre a pecsétek és a kéziratok rendszerezésére.
- Szegedi László: A rendszerezés és a meghatározás lehetőségei a heraldikában. Századok, 1999/1. 145-183. l.

A címerhatározás elméletét és szabályait részletesebben lásd: Wikikönyvek: Címerhatározó
A Hertelendy család címere:
Egyszerű címer, amelynek címerpajzs mezője kék, a vágott címertalp zöld. A címerkép a pajzstalpra támaszkodik.A címerpajzs mezőben páros vörössel fegyverzett, ágaskodó arany oroszlán felső karral egy ötágú gombos arany koronát tart. Az alsó karjukkal egy nyílvesszőt tartanak a tollánál fogva, amely egy jobbról balra mutató, szablyát tartó lovagpáncélos kart üt át. A címerpajzsot ötágú gombos arany korona fedi, megegyezik az oroszlánokkal tartottal.A pajzscímer felett szembenéző, pántos lovagsisakot aranyláncon függő rendjel díszíti. A lovagsisakot díszítő sisaktakaró jobb oldali- kék-arany, bal oldali vörös-ezüst. A sisakdísz:A Pelikán csőrével mellét szaggatja, és kigyöngyöző vérével három ivadékát táplálja.